# Coupe du Portugal de football 1942-1943
Navigation
Coupe du Portugal 1941-1942 Coupe du Portugal 1943-1944
La 5e édition de la Coupe du Portugal voit la victoire finale du SL Benfica. Le club réalise grâce à cette victoire la dobradinha (doublé), coupe-championnat.
Cette édition est marquée par la présence, pour la première fois, d'une équipe de 2e division en finale.

## Participants
- Primeira Divisão :
  - Académica de Coimbra, Os Belenenses, SL Benfica, SC Olhanense, FC Porto, Sporting CP, Os Unidos, Vitória Guimarães, Leixões SC, Unidos do Barreiro
- Segunda Divisão :
  - Lusitano VRSA, SC Braga, Vitória Setúbal, SC Sanjoanense, FC Barreirense, Leça FC

## Huitièmes de finale
Lors de ce premier tour les finalistes de la saison passée sont éliminés par le SL Benficasur un lourd score (7-1).
| Date        | Équipe 1           | Résultat | Équipe 2             |
| ----------- | ------------------ | -------- | -------------------- |
| 30 mai 1943 | Unidos do Barreiro | 7-1      | Lusitano VRSA        |
| 30 mai 1943 | Os Unidos          | 4-0      | SC Braga             |
| 30 mai 1943 | Vitória Setúbal    | 2-1      | Leixões SC           |
| 30 mai 1943 | Sporting CP        | 4-1      | SC Olhanense         |
| 30 mai 1943 | FC Porto           | 15-1     | SC Sanjoanense       |
| 30 mai 1943 | SL Benfica         | 7-1      | Vitória Guimarães    |
| 30 mai 1943 | FC Barreirense     | 4-2      | Leça FC              |
| 30 mai 1943 | Belenenses         | 5-0      | Académica de Coimbra |

## Quarts de finale
Pour la première fois depuis 3 ans le Belenenses, ne disputera pas la finale, éliminé par le Sporting CP sur le score d'un but à zéro. But marqué par Adolfo Mourão à la 25e minute. L'autre surprise vient du Vitória Setúbal, club évoluant en seconde division qui élimine le FC Barreirense, qui lui évolue au plus haut niveau national.
| Date        | Équipe 1        | Résultat | Équipe 2           |
| ----------- | --------------- | -------- | ------------------ |
| 6 juin 1943 | Vitória Setúbal | 2-0      | FC Barreirense     |
| 6 juin 1943 | Sporting CP     | 1-0      | Belenenses         |
| 6 juin 1943 | FC Porto        | 2-0      | Unidos do Barreiro |
| 6 juin 1943 | SL Benfica      | 5-2      | Os Unidos          |

## Demi-finale
Ces demi-finales pour l'une d'entre-elles est une finale anticipée entre les deux rivaux lisboètes, et ce sont les rouges du SL Benfica qui l'emportent sur le score de 3 à 2. L'autre n'est que la confirmation de la très mauvaise saison du FC Porto, qui est terrassé (7-0) par le seul club évoluant en seconde division, restant en demi-finale.
| Date        | Équipe 1        | Résultat | Équipe 2    |
| ----------- | --------------- | -------- | ----------- |
| 6 juin 1943 | Vitória Setúbal | 7-0      | FC Porto    |
| 6 juin 1943 | SL Benfica      | 3-2      | Sporting CP |

## Finale
La grande finale, se joue au Campo das Salésias, le 20 juin 1943. Le SL Benfica est l'équipe la plus déterminée dès l'entame de la rencontre, et ils le démontrent à ma première minute grâce à un but. Mais celui-ci est refusé par l'arbitre, Araújo Correia, pour une position de hors-jeu. Insatisfait, le SL Benfica continue à attaquer et à la 12e minute, Rogério Pipi tire en direction des cages "victorienne", sans que le pauvre gardien Setubalense, Indalécio ne puisse rien faire pour l'arrêter. À la 23e minute l'attaque rouge et blanche brille, et à la suite d'un centre de Julinho, Manuel da Costa aggrave le score. A la demi-heure passée, Julinho, inscrit le trois à zéro. Ce dernier voit même Indalécio lui nier un but, grâce à un superbe arrêt reflex.
Le résultat final semble acquit, mais les sadinos, ne lâchent rien et réduise le score à la 58e, par le biais de leur attaquant de pointe, Amador. Ces derniers sont sur le point d'ajouter un second but, mais le gardien lisboète s'étire de tout son long afin de dévier le ballon. Sûre de leur avantage au score, les joueurs du Benfica, laissent quelques largesses à ceux du Vitória, qui se montrent les plus dangereux s'octroyant les plus belles occasions. Les "benfiquistes" se réveillent et se montrent à nouveau dangereux, notamment par Francisco Pires qui touche le poteau des cages "victoriennes". Et c'est un but marqué contre son camp par Armindo que les "rouges" reprennent le jeu à leur actif et Julinho, crucifie Indalécio, à la 82e Benfica, grâce à cette victoire obtient le premier doublé de son histoire.

### Feuille de match
| 20 juin 1943 | SL Benfica                                                                   | 5 – 1   | Vitória Setúbal | Campo das Salésias, Lisbonne               |                                            |
|              | Rogério Pipi 12e · Manuel da Costa 23e · Julinho 32e 88e · Armindo 75e (csc) | (3 - 0) | Amador 58e      | Spectateurs : 0 Arbitrage : Araújo Correia | Spectateurs : 0 Arbitrage : Araújo Correia |

| SL Benfica | Vitória Setúbal |

| SL Benfica : |    |                          |
|              |    |                          |
| G            | 1  | António Martins          |
| D            | 2  | Gaspar Pinto             |
| G            | 3  | Francisco Ferreira (cap) |
| M            | 4  | César Ferreira           |
| M            | 5  | Joaquim Alcobia          |
| M            | 6  | Rogério Pipi             |
| M            | 7  | Manuel Jordão            |
| A            | 8  | Manuel da Costa          |
| A            | 9  | Semilhas                 |
| A            | 10 | Francisco Pires          |
| A            | 11 | Julinho                  |
| Entraîneur : |    |                          |
| János Biri   |    |                          |

| Vitória Setúbal : |    |                    |
|                   |    |                    |
| G                 | 1  | Indalécio          |
| D                 | 2  | Montês             |
| D                 | 3  | Armindo            |
| D                 | 4  | Joaquim Pacheco    |
| G                 | 5  | Francisco Júlio    |
| M                 | 6  | Passos             |
| M                 | 7  | Rogério Cruz       |
| M                 | 8  | António Figueiredo |
| A                 | 9  | Aníbal Rendas      |
| A                 | 10 | João Nunes         |
| A                 | 11 | Amador             |
| Entraîneur :      |    |                    |
| Armando Martins   |    |                    |

## Bilan de la saison
| Tableau d'Honneur            |                    |
| Compétition                  | Vainqueur          |
| Primeira Divisão             | SL Benfica         |
| Segunda Divisão              | Barreirense        |
| Taça de Portugal             | SL Benfica         |
| Championnat de l'AF Algarve  | SC Olhanense       |
| Championnat de l'AF Braga    | Vitoria Guimarães  |
| Championnat de l'AF Coïmbra  | Académica          |
| Championnat de l'AF Lisbonne | Sporting CP        |
| Championnat de l'AF Porto    | FC Porto           |
| Championnat de l'AF Setúbal  | Unidos do Barreiro |